# Nancy Maria Donaldson Johnson
Nancy Maria Donaldson Johnson (28 de diciembre de 1794-Washington D. C., 22 de abril de 1890) fue una inventora estadounidense que desarrolló una máquina para hacer helados de accionamiento manual. Obtuvo la primera patente en Estados Unidos en 1843.

## Trayectoria
Nació en 1794, era hija de Mary "Polly" Rider y del médico Lothario Donaldson. Poco más se sabe de su pasado, pero se supone que nació en Nueva York, Maryland o Pensilvania. Junto con su hermana Mary, fue voluntaria de la Asociación Misionera Estadounidense. Se casó en Medfield (Massachusetts) en 1823 con Walter Rogers Johnson (1794-1852) que era científico y el primer secretario de la Asociación Estadounidense para el Avance de la Ciencia. La pareja adoptó dos hijos, Walter W. Johnson (1836-1879) y Mary Maria Stroud (1834-1921).
Vivía en Filadelfia en 1843, cuando solicitó la patente de la primera batidora de helados de accionamiento manual (US3254A). Su sencillo invento lanzó una "tecnología disruptiva" que hizo posible que todo el mundo pudiera hacer helados de calidad sin electricidad.
A partir de 1862, participó junto a su hermana Mary Johnson en el Experimento de Port Royal, que fue un programa iniciado durante la Guerra de Secesión en el que se asignaron tierras que habían sido abandonadas por residentes blancos en Carolina del Sur a antiguos esclavos para que las trabajaran y repoblaran. El programa contaba también con una comisión especial de educación para instruirlos. Está enterrada junto a su familia en el cementerio de Oak Hill en Washington, D. C.

## Invención de la heladora
Johnson inventó una batidora de helado manual para resolver el problema de la gran cantidad de tiempo que se empleaba para hacerlo. La heladora redujo significativamente los tiempos y logró que la elaboración fuera más sencilla que a mano.
El número de patente del congelador artificial es US3254A. Se patentó el 9 de septiembre de 1843 y se anuló el 29 de julio de 1848. Contenía una manivela que al ser accionada, hacía girar y rotar dos pizarras anchas y planas adyacentes que contenían una serie de orificios que ayudaban a batir el helado haciéndolo más homogéneo, al tiempo que facilitaba la eliminación de los cristales de hielo en las paredes interiores del recipiente cilíndrico en el que se encajaban las espátulas. Estas espátulas metálicas estaban unidas a este tubo llamado "dasher", que estaba unido a la manivela que sobresalía del congelador artificial. El aparato fue tan efectivo para hacer helado porque aprovechando los principios de la termodinámica y las reacciones endotérmicas, disponía de un recipiente externo dentro de la tina de madera, que contenía una mezcla de sal y hielo triturado de manera que derretía el hielo pero bajaba la temperatura de la solución por debajo del punto de congelación. Esto, junto con la solución de helado, extraía energía térmica del helado y, a su vez, lo congelaba. El aparato también permitía, si se usaba algo para dividir el interior del recipiente, poner en marcha dos sabores distintos y hacerlos al mismo tiempo.
En el "congelador artificial", que era el nombre de la patente original, se podían hacer helados o sorbetes que duraban unos 30 minutos ya que no había soluciones eléctricas para mantener las cosas frías, pues no se había inventado el refrigerador y no todo el mundo tenía una nevera. 
La combinación de estos elementos hizo que las heladerías produjeran helados de forma mucho más fácil, eficiente y con menos mano de obra. Esta solución al ser más eficiente abarató la producción, lo que a su vez hizo que el helado fuera más barato. Esto permitió el acceso a este postre a toda la población, pues originalmente resultaba demasiado caro para las clases medias y bajas. En septiembre de 1846, presentó una patente para esta heladora y revolucionó su fabricación, facilitando que se convirtiera en un producto básico que se podía hacer y vender fácilmente. La innovación de Johnson revolucionó la industria del helado que ahora es uno de los postres más populares en todo el mundo, y no sería tan popular hoy en día si no fuera por la batidora. Antes de este invento, el helado era un capricho poco frecuente que disfrutaban sobre todo las personas de clase alta y que no podía tomarse todos los días. Con el fin de eliminar el intenso trabajo que requería fabricar helados, Johnson había creado un sistema que permitía agitar los ingredientes sin intervención humana. Ya no era necesario que alguien pasara horas removiendo manualmente la mezcla.
Más de 150 años después, el invento de Johnson se sigue utilizando, puesto que un modelo muy similar se usa ampliamente en Guadalupe y Martinica, donde se denomina "West Indian Ice Cream Maker".
La tecnología aparentemente sencilla que había detrás de su idea se ha ido mejorando a lo largo de décadas hasta convertirse en lo que es hoy. Con todas las mejoras y la creciente popularidad, la del helado se ha convertido en una gran industria. Es una delicia que se consume en toda América y en todo el mundo. Sin la batidora manual de Johnson, no sería un postre común disfrutado por muchos, sino más bien un postre de élite. Johnson recibió un total de 1.500 dólares a lo largo de su vida por su patente. A pesar del éxito y del impacto que tuvo, vendió por 200 dólares los derechos de la patente a William G. Young, un nativo de Baltimore, que la mejoró el 30 de mayo de 1848. Algunas de las mejoras incluían una espátula interna similar cubierta con orificios, sin embargo, se cambió la mecánica del mango para hacer el helado mucho más frío, también se aceleró simultáneamente el proceso de congelación.